# Institut national de radiodiffusion
Pour les articles homonymes, voir INR.
 (août 2015).
Si vous disposez d'ouvrages ou d'articles de référence ou si vous connaissez des sites web de qualité traitant du thème abordé ici, merci de compléter l'article en donnant les références utiles à sa vérifiabilité et en les liant à la section « Notes et références ».
L'Institut national de radiodiffusion (en néerlandais : Nationaal Instituut voor de Radio-Omroep, acronymes : INR/NIR) est le premier service public de radio-télévision belge, fondé en 1930. Il est remplacé en 1960 par la Belgische Radio en Televisie - Nederlandse Uitzendingen (BRT) et la Radiodiffusion Télévision belge - Émissions françaises (RTB).

## Histoire

### Début
À partir de 1930, l'État belge détient le monopole en matière de radiodiffusion (auparavant, il existait une chaîne privée, radio Belgique) et crée l'Institut national de radiodiffusion (INR, ou NIR en néerlandais) par la loi du 18 juin 1930 qui se voit attribuer l'usage exclusif des trois longueurs d'onde accordées à la Belgique, dont deux seront utilisées pour diffuser des émissions en français et en néerlandais. L'INR/NIR commence à émettre en français et en néerlandais dès le 1er février 1931, mais ne dispose cependant pas seul du monopole des émissions, puisque la loi lui fait obligation de diffuser des émissions réalisées par des associations extérieures reconnues. En effet, l’État instaure des Organismes de Radiodiffusion (OR) qui peuvent revendiquer un temps d’antenne sur les ondes nationales. Les plus importantes sont la RCTB (Radio Télévision Catholique Belge), la Solidra (Société Libérale de radiodiffusion) ou encore la RESEF (Radio socialiste belge d’expression française). Ces associations se voient concéder en 1930 plus du tiers du temps d’antenne selon une structuration organisée par journées : la soirée du mardi est réservée aux émissions des associations catholiques, celle du jeudi à des associations socialistes, celle du vendredi à des associations libérales.
En 1937, l'INR/NIR est scindé en deux départements, un francophone et un néerlandophone, chacun dirigés par un directeur.

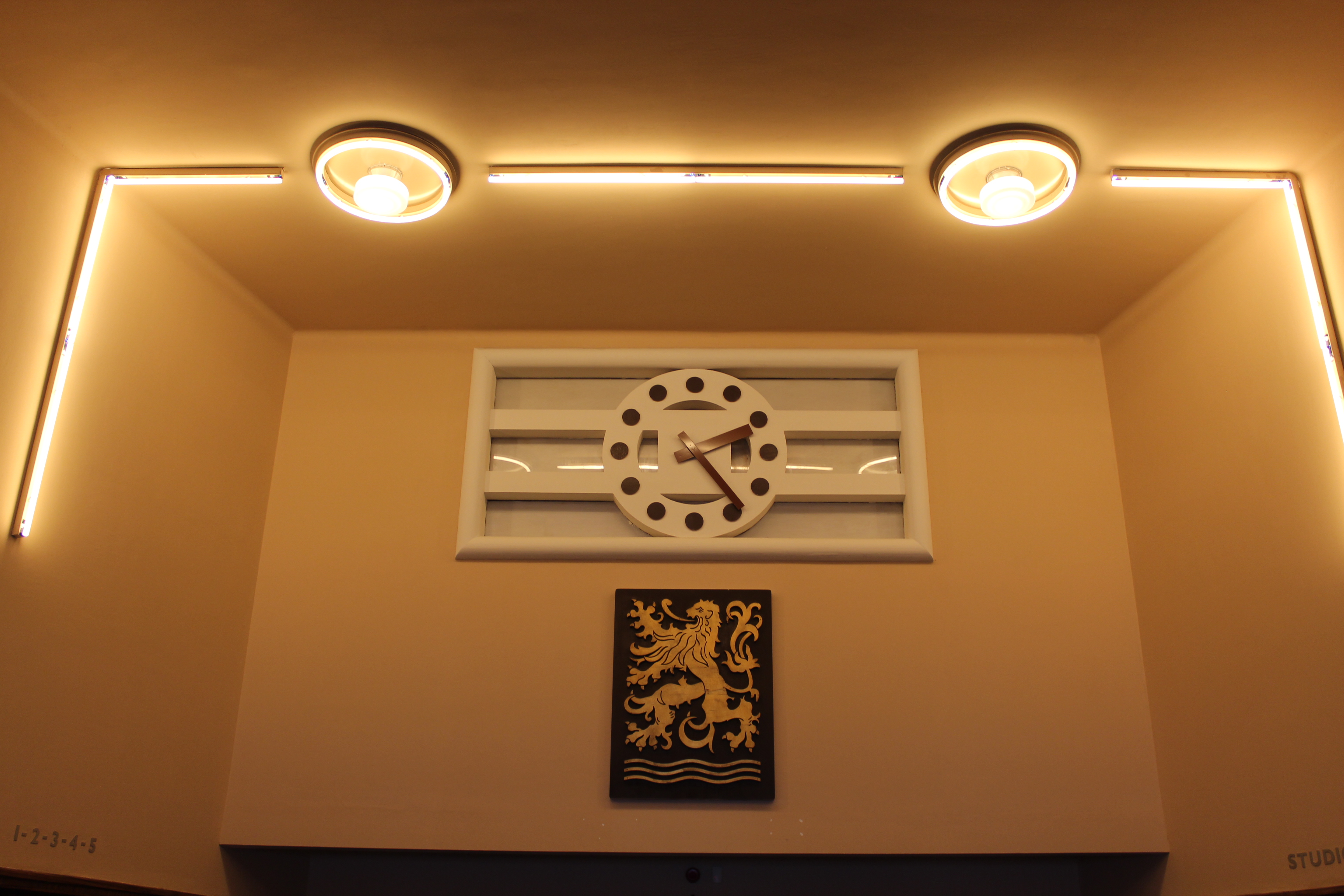
Logo de l'INR à l'intérieur de la Maison de la Radio, place Flagey.

En 1938, la Maison de la Radio est inaugurée sur la place Eugène Flagey à Ixelles dans laquelle s'installe le siège et les studios de l'INR/NIR, ainsi que le Grand Orchestre symphonique de l'INR qui est alors le plus en vue. Le développement des émissions et l’extension du nombre de récepteurs font passer le public de 77 000 auditeurs déclarés en 1930 à près de 1 150 000 en 1939.

### Seconde Guerre mondiale
Le 14 juin 1940, face à l'invasion allemande, l'INR/NIR interrompt ses activités après avoir démonté ou détruit tous ses émetteurs afin d'éviter leur utilisation par l'ennemi, ce qui n'empêche pas l'occupant allemand d'en disposer durant toute la Seconde Guerre mondiale. Certains membres du personnel de l'INR/NIR parviennent à rejoindre Londres, où certains d'entre eux reçoivent un temps d'antenne sur les ondes de la BBC et fondent le 13 octobre 1942 l'Office de radiodiffusion nationale belge à Londres. A contrario, d'autres membres du personnel reste en poste et travailleront pour les autorités allemandes, à l'instar de Stan Brenders qui jouait avec son orchestre des morceaux de jazz. Le 6 août 1940, Radio Bruxelles fut créée et placée sous l'égide de la militarverwaltung pour délivrer des messages propagandistes nazis.
Le 14 septembre 1945, l'INR/NIR retrouve son mandat de service de radiodiffusion public par arrêté du régent équivalant à un arrêté royal. Après la guerre, sa structure est modifiée et l'émetteur national est doublé d'émetteurs régionaux officiels, comme à Courtrai (12 septembre 1944), Gand (18 septembre 1944), Anvers (28 octobre 1944) et Hasselt (2 mars 1947). Les Organismes de Radiodiffusion perdent peu à peu leur temps d'antenne au profit d'un programme non plus divisé en familles de pensée, mais sur une base linguistique.

### Après-guerre
Au cours des premières années de l'après-guerre, l'INR/NIR connaît une croissance notable et ses moyens matériels sont doublés, nécessitant des fonds considérables et beaucoup de personnel. Ainsi, à côté des émissions mondiales, une attention particulière est accordée aux émissions destinées aux écoles et on organise des émissions s'adressant aux Belges germanophones. En 1955 est mis en ondes un troisième programme consacré principalement à la musique sérieuse et à des programmes parlés. En 1948, les préparatifs en vue de l'avènement de la télévision débutent, les premiers essais étant réalisés en 1951 mais sans que grand monde à l'INR ne soit convaincu par le potentiel de ce nouveau média. Le 2 juin 1953 marque les débuts de la télévision en Belgique (auparavant, des émissions en français et en néerlandais à destination du public belge  étaient émises par l'émetteur français de Lille) avec la diffusion en direct du couronnement de la reine Élisabeth II d'Angleterre, puis la diffusion d'émissions régulières à partir du 31 octobre 1953. Le premier programme mis à l'antenne, Boum!, une émission de variétés, est annoncé par la speakerine Andrée Rollan. Aucune archive n'existe car à l'époque rien n'était enregistré.
La télévision belge diffuse aussi des émissions françaises, comme le journal d'information lancé par Pierre Sabbagh outre-Quiévrain. Sur ce même créneau, la télévision nationale ne propose alors que quinze minutes de programme par semaine spécifiquement belge, Les Carnets de l'Actualité, commentés par l'ancien comédien Igor Recht. Trois ans plus tard, en 1956, le premier JT belge est officiellement créé, poussé par l'actualité (catastrophe du Bois du Cazier, insurrection de Budapest, crise du canal de Suez). De jeunes journalistes sont aux commandes : Robert Stéphane, René Thierry, Étienne–Charles Dayez, Janine Lambotte et Arsène Vaillant.
En 1954, l'INR/NIR participe à la création de l'Eurovision. La Belgique est choisie comme pays hôte de la régie centrale - installée sous la coupole du Palais de justice de Bruxelles - qui réceptionne et redistribue les programmes de plusieurs pays d'Europe grâce à une antenne plantée sur le dôme du palais. Dans les premiers temps, la télévision de l'INR/NIR n'émet que deux à trois soirées par semaine. L'exposition universelle de de Bruxelles de 1958 lui donne l'occasion de renforcer son nouveau pôle télévisuel et de supplanter la radio. Chaque jour, des reportages, interviews, débats et animations font le compte-rendu des activités de l'Expo 58.
En 1953, on ne recensait que 6 500 récepteurs de télévision en Belgique. Les émetteurs de l'INR/NIR sont alors situés au Palais de justice de Bruxelles avec une portée limitée à un rayon de 40 km. En 1956, on recense plus de 100 000 téléviseurs, et en 1960, on passe la barre des 700 000.
Lorsque, en 1958, le troisième gouvernement Eyskens est formé, il comporte pour la première fois un ministère des Affaires culturelles dirigé par Pierre Harmel. Ce dernier rattache l’INR/NIR au département des Affaires culturelles et non plus aux PTT en 1959. Puis, par la loi organique des Instituts de la radiodiffusion-télévision belge du 18 mai 1960, il crée trois instituts distincts indépendants dotés chacun de la personnalité juridique : la Radiodiffusion-Télévision belge, émissions françaises (RTB) chargée du service public de la radiodiffusion de langue française, la Belgische Radio en Televisie, Nederlandstalige uitzendingen (BRT) chargée du service public de la radiodiffusion de langue néerlandaise et l’Institut des services communs (RTB ISC/BRT IGD) chargé des fonctions administratives et techniques communes aux deux autres instituts. Après trente années d’existence, l’INR/NIR cède donc sa place à la RTB/BRT.

## Logos

Logo de l'INR/NIR dans les années 1950.
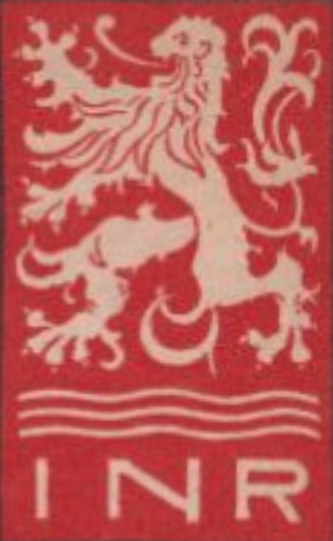
Logo de l'INR en couleur.

## Organisation
L’Institut national de radiodiffusion est un établissement public autonome doté en 1931 d’un directeur général, d'un conseil de gestion, d’un service technique, d’un service musical, de deux services des émissions parlées (francophone et néerlandophone) et d’un service de la comptabilité.
En 1937, deux directeurs généraux sont nommés, l’un pour les émissions en langue française, l’autre pour les émissions en langue néerlandaise, auxquels sont adjointes deux commissions culturelles consultatives chargées de les seconder. Cette réorganisation, justifiée par le volume de la production, s’inscrit également dans l’affirmation, en termes institutionnels, de l’autonomie culturelle au niveau du pays dans l’immédiate avant-guerre. Il s’agit pour le gouvernement Van Zeeland de manifester par cette réorganisation « une large compréhension des aspirations propres et du désir d’épanouissement autonome qui caractérisent de plus en plus nos deux cultures nationales » .

### Conseil de gestion
L'INR/NIR est administré par un conseil de gestion composé de neuf membres qui représentent toutes les tendances idéologiques, culturelles et politiques du pays. Celui-ci se compose ainsi de trois catholiques, trois libéraux et trois socialistes, qui, en outre, se répartissent ainsi: trois Flamands, trois Bruxellois et trois Wallons.
Le conseil de gestion est présidé par le ministre des PTT qui bénéficie d’un droit de veto sur « toutes mesures décidées par le Conseil de Gestion qu’il juge contraire aux lois ou à l’intérêt public ».

### Direction de l'Institut

#### Directeurs-généraux de l'INR/NIR
- Marcel Van Soust de Borckenfeldt : 1930 - 1937
- Roger Clausse : 1954 - 1957

#### Directeurs de l'INR
- 1930 - 1937 : Théo Fleischman

#### Directeurs du NIR
- 1930 - 1937: Gust De Muynck
- 1937 - 1939: Theo De Ronde
- 1939 - 1960: Jan Boon

### Budget et ressources
Pour assurer son fonctionnement, l'INR/NIR bénéficie d’une subvention allouée par l’État qui est constituée pour 90 % du produit des redevances annuelles de soixante francs par an payées par chaque propriétaire d'un poste de radio. La publicité commerciale est interdite.

### Missions
L'institut national de radiodiffusion est membre de l'Organisation internationale de radiodiffusion de sa création le 28 juin 1946 jusqu'au 12 février 1950, lorsqu'il quitte cette organisation avec plusieurs autres diffuseurs ouest européens pour former l'Union européenne de radio-télévision dont il est un membre fondateur.

### Sièges

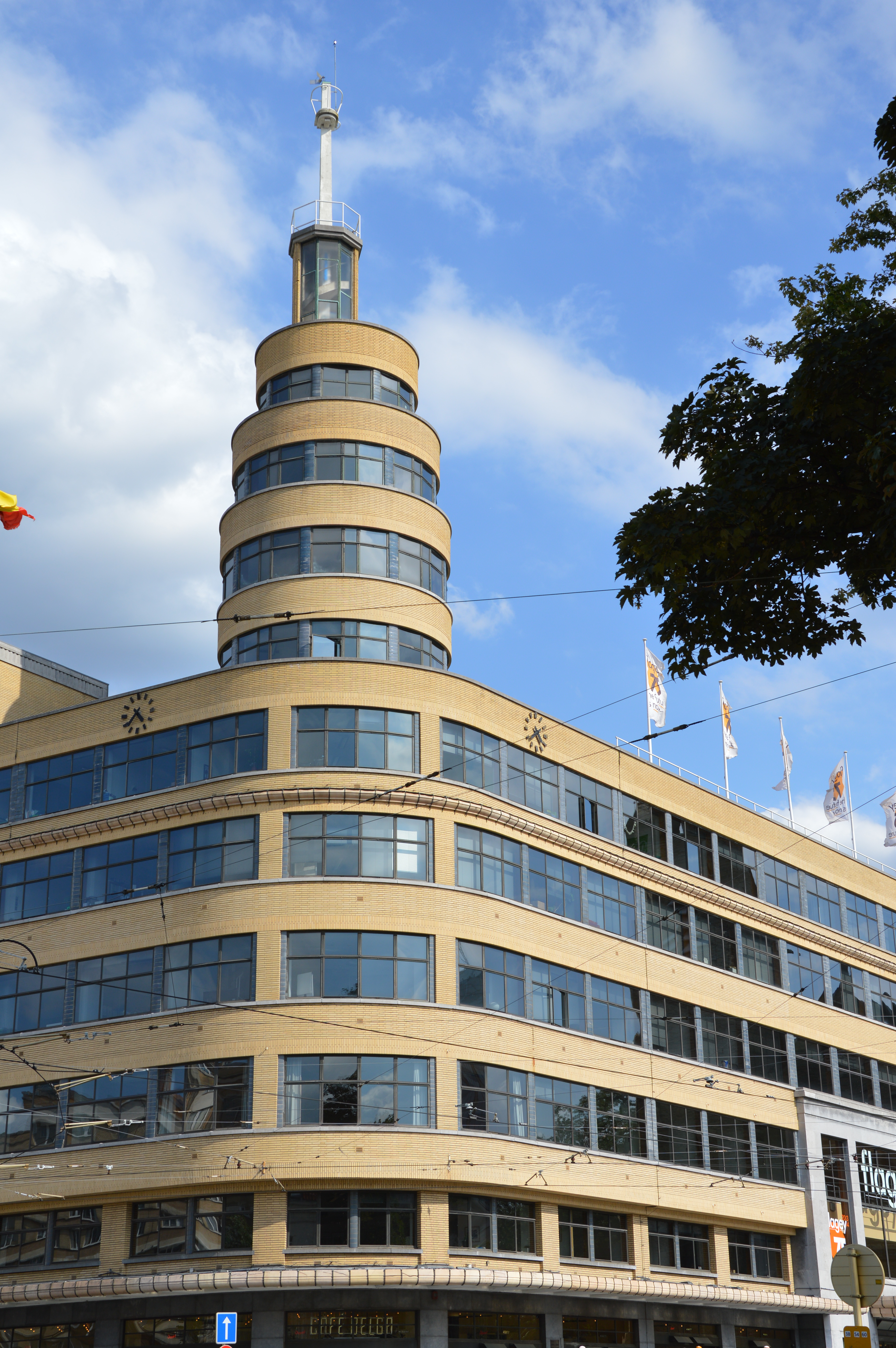
Siège de l'INR/NIR, place Sainte-Croix.

Le premier siège de l'INR se trouvait au 1a et 1b de la rue du Bastion, à Bruxelles.
Le 3 novembre 1935, Paul-Henri Spaak, Ministre des P.T.T., pose la première pierre du nouvel immeuble de l'INR bâti sur un terrain de 4 000 m2, place Sainte-Croix, dont la construction s’achève en 1939. La Maison de l'INR comprend six salles de concert, quatre studios spéciaux pour les jeux radiophoniques, des studios et bureaux pour les émissions parlées, des bureaux pour les services techniques et administratifs, répartis autour de ses cinq étages et des qualités acoustiques de pointe pour l’ensemble des studios. Un cinquième studio est construit au début des années 1950 pour la télévision.

## Antennes de diffusion
L'Institut national de radiodiffusion comprenait deux chaînes de radio et deux chaînes de télévision en français et néerlandais.

### Radiodiffusion
Avant la guerre, l’INR/NIR diffuse deux programmes en ondes moyennes, l’un néerlandophone, l’autre francophone, auxquels vient s’ajouter en 1934, après plusieurs années d’expérimentation (depuis 1923), un programme régulier unique à destination du Congo belge. Toutes ces émissions sont réalisées à Bruxelles. À partir de 1945, elle diffuse quatre programmes en ondes moyennes en plus du programme international destiné au Congo belge.
- Bruxelles I (INR-Radiodiffusion Nationale Belge) : programme en français diffusé sur 483,9 m (620 kHz)
- Brussel II (NIR-Belgische Nationale Radio-Omroep) : programme en néerlandais diffusé sur 321,9 m (932 kHz)
- Brussel III : second programme en néerlandais diffusé sur 233,5 m (1285 kHz)
- Bruxelles IV : second programme en français (pour la Wallonie) et programme en allemand (de 20 minutes par jour) pour Eupen et Malmédy diffusé sur 345,6 m (868 kHz)[5],[6].
- La voix de la concorde/De Vriendschapsbode: programme destiné au Congo belge.

### Télévision
- INR-Télévision belge-Émissions françaises
- NIR-Belgische Televisie-Vlaamse uitzendingen

## Orchestres
L’INR/NIR compte cinq orchestres en 1938 : le grand orchestre symphonique (83 musiciens), l’orchestre radio (30 musiciens), l’orchestre léger ou d’opérette (24 musiciens), l’orchestre de salon (9 musiciens) et un orchestre de jazz (15 musiciens). Ils animent la plus grande partie des programmes avant-guerre, grande époque de la musique en direct à la radio.